# 위천초등학교
위천초등학교는 대한민국 경상남도 거창군에 있는 공립 초등학교이다.

## 학교 연혁
- 1912년 4월 1일 사립고북학교 창립
- 1919년 4월 11일 위천공립보통학교 개교
- 1926.03.11 6년제 인가
- 1938.04.01 위천공립심상소학교로 개칭
- 1941.04.01 위천공립국민학교로 개칭
- 1979.04.01 병설유치원 인가
- 1996.03.01 위천초등학교로 개칭
- 1999.09.01 모동초등학교 통폐합

## 참고 자료
- 위천초등학교 - 한국교육학술정보원 학교알리미